# Labergement-du-Navois
Labergement-du-Navois ist eine Ortschaft und eine ehemalige französische Gemeinde mit zuletzt 108 Einwohnern (Stand 2014) im Département Doubs in der Region Bourgogne-Franche-Comté.
Mit Wirkung vom 1. Januar 2017 wurden die früher selbstständigen Gemeinden Levier und Labergement-du-Navois zur namensgleichen Commune nouvelle Levier zusammengeschlossen, denen in der neuen Gemeinde der Status einer Commune déléguée jedoch nicht zuerkannt wurde. Der Verwaltungssitz befindet sich im Ort Levier.

## Geographie
Labergement-du-Navois liegt auf 747 m über dem Meeresspiegel, etwa 22 Kilometer westnordwestlich der Stadt Pontarlier (Luftlinie). Das Dorf erstreckt sich im Jura, auf einem Plateau am nördlichen Rand der Hochfläche von Levier, östlich der Karstquelle des Lison.
Die Fläche des 6,74 km² großen vormaligen Gemeindegebiets umfasste einen Abschnitt des französischen Juras. Der Hauptteil des Gebietes wurde von einer leicht gewellten Hochfläche am nordwestlichen Rand des Plateaus von Levier eingenommen. Sie lag auf rund 740 m und war teils von Wiesland, teils von Wald bedeckt. Das gesamte Gebiet besaß keine oberirdischen Fließgewässer, weil das Niederschlagswasser im verkarsteten Untergrund versickerte. Im Süden reichte der Gemeindeboden in die ausgedehnte Waldung Forêt de Levier. Nach Norden erstreckte sich das Gemeindeareal auf einen langgezogenen Kamm, der in geologisch-tektonischer Hinsicht eine Antiklinale des Juras bildet und gemäß der Streichrichtung des Mittelgebirges in dieser Region in Richtung Westsüdwest-Ostnordost orientiert ist. Am Hang der Fly wurde mit 840 m die höchste Erhebung von Labergement-du-Navois erreicht.
Nachbarorte von Labergement-du-Navois sind Déservillers und Bolandoz im Norden, Levier im Osten und Süden sowie Gevresin und Montmahoux im Westen.

## Sehenswürdigkeiten

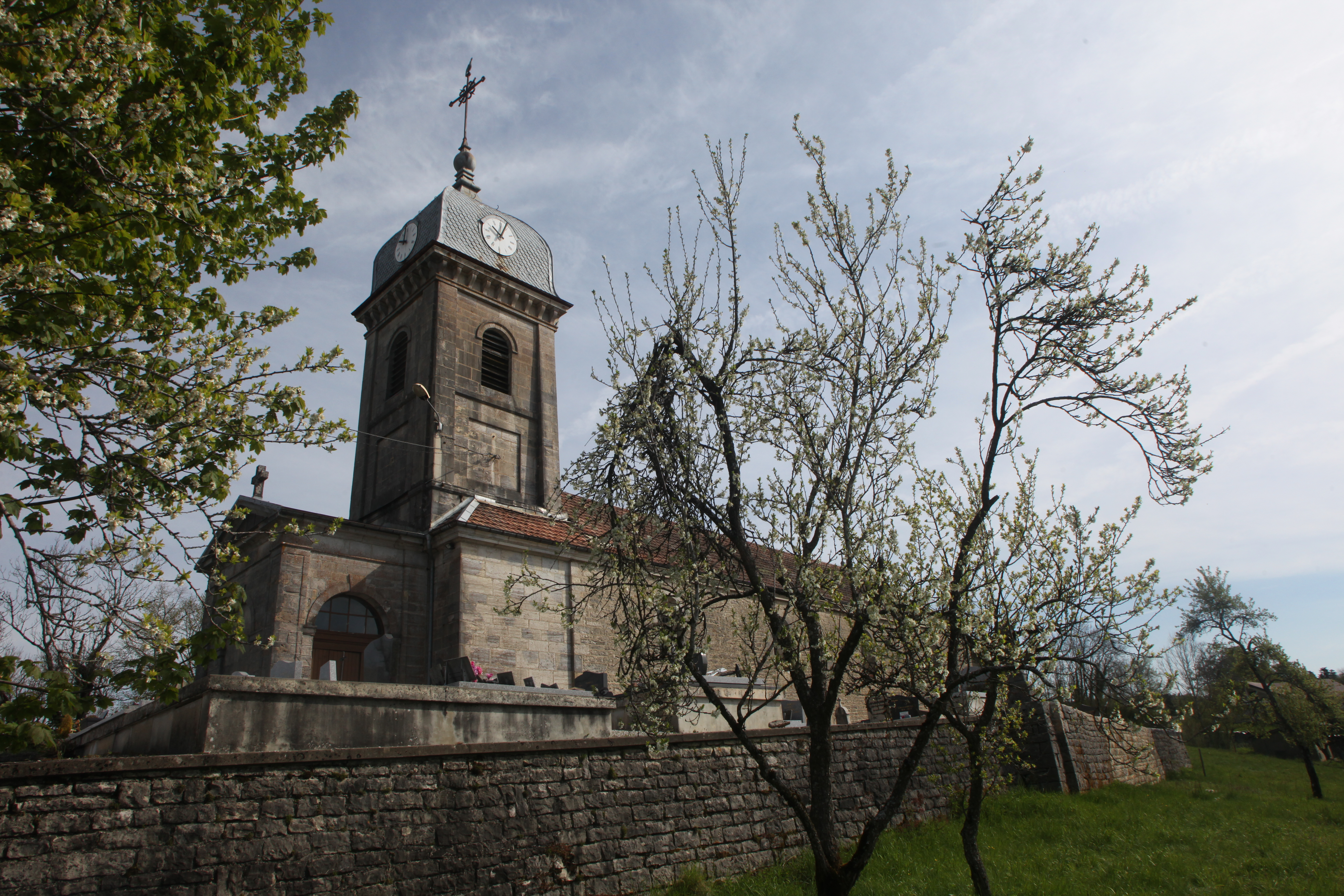
Kirche Saint-Léonard

Die Dorfkirche Saint-Léonard, die ursprünglich auf das 15. Jahrhundert zurückgeht, wurde im 18. Jahrhundert neu erbaut; der Glockenturm stammt von 1839. Am Ortsrand befindet sich ein Arboretum.

## Bevölkerung
| Bevölkerungsentwicklung | Bevölkerungsentwicklung |
| Jahr                    | Einwohner               |
| ----------------------- | ----------------------- |
| 1962                    | 140                     |
| 1968                    | 109                     |
| 1975                    | 97                      |
| 1982                    | 91                      |
| 1990                    | 103                     |
| 1999                    | 85                      |
| 2006                    | 108                     |
| 2014                    | 108                     |

Nachdem die Einwohnerzahl in der ersten Hälfte des 20. Jahrhunderts deutlich abgenommen hatte (1901 wurden noch 191 Personen gezählt), wurden seit Beginn der 1970er Jahre nur noch relativ geringe Schwankungen verzeichnet.

## Wirtschaft und Infrastruktur
Labergement-du-Navois war bis weit ins 20. Jahrhundert hinein ein vorwiegend durch die Landwirtschaft, insbesondere Milchwirtschaft und Viehzucht, sowie durch die Forstwirtschaft geprägtes Dorf. Daneben gibt es heute einige Betriebe des lokalen Kleingewerbes. Viele Erwerbstätige sind auch Wegpendler, die in den größeren Ortschaften der Umgebung ihrer Arbeit nachgehen.
Die Ortschaft liegt abseits der größeren Durchgangsstraßen an der Departementsstraße D473, die von Besançon nach Levier führt. Weitere Straßenverbindungen bestehen mit Montmahoux und Gevresin.